# AH-1 Cobra

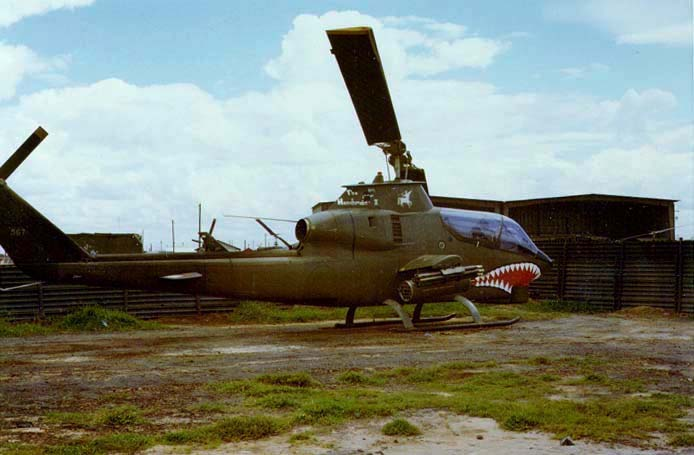
Een AH-1 Cobra in Vietnam

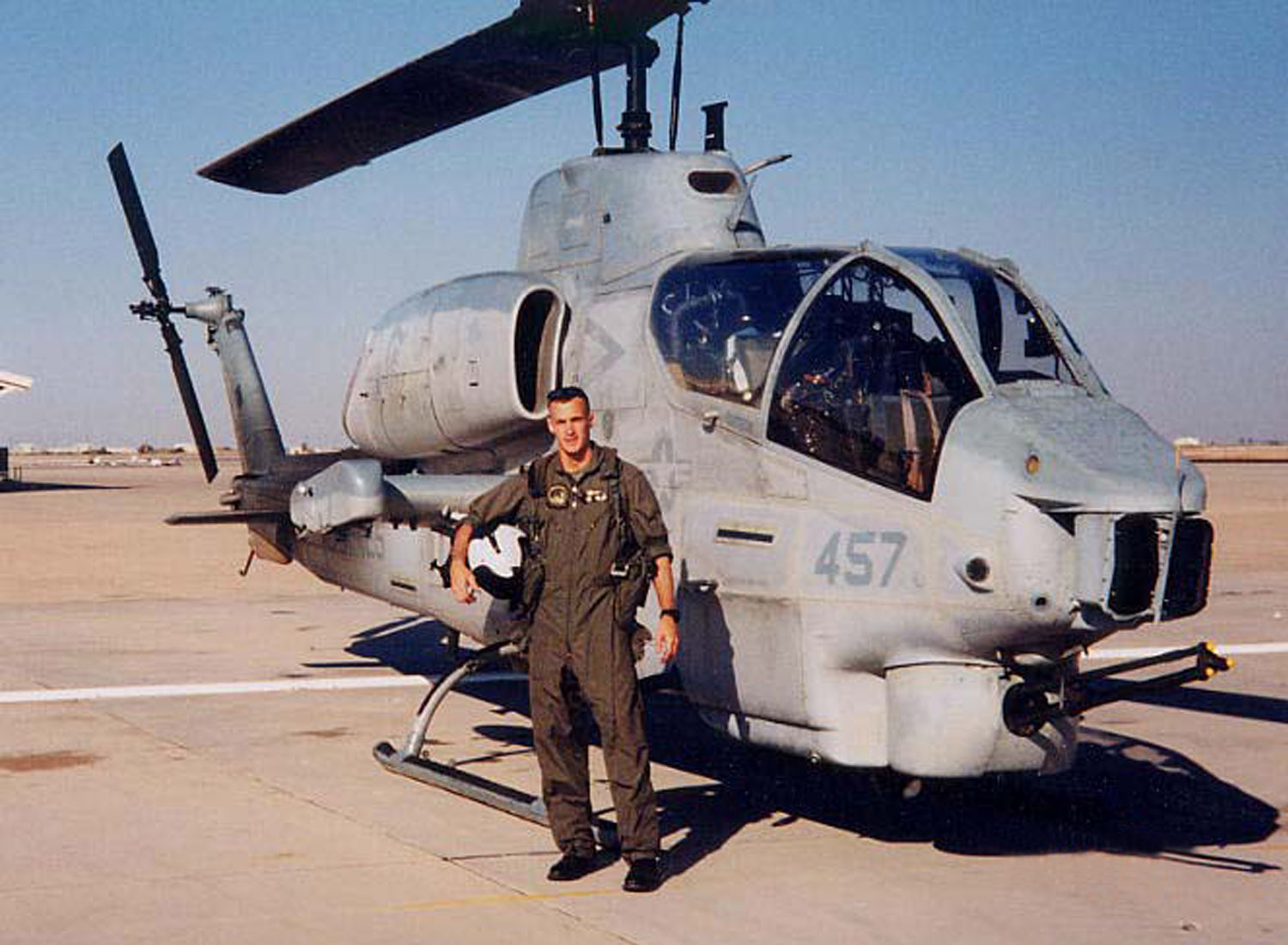
AH-1W Super Cobra en piloot

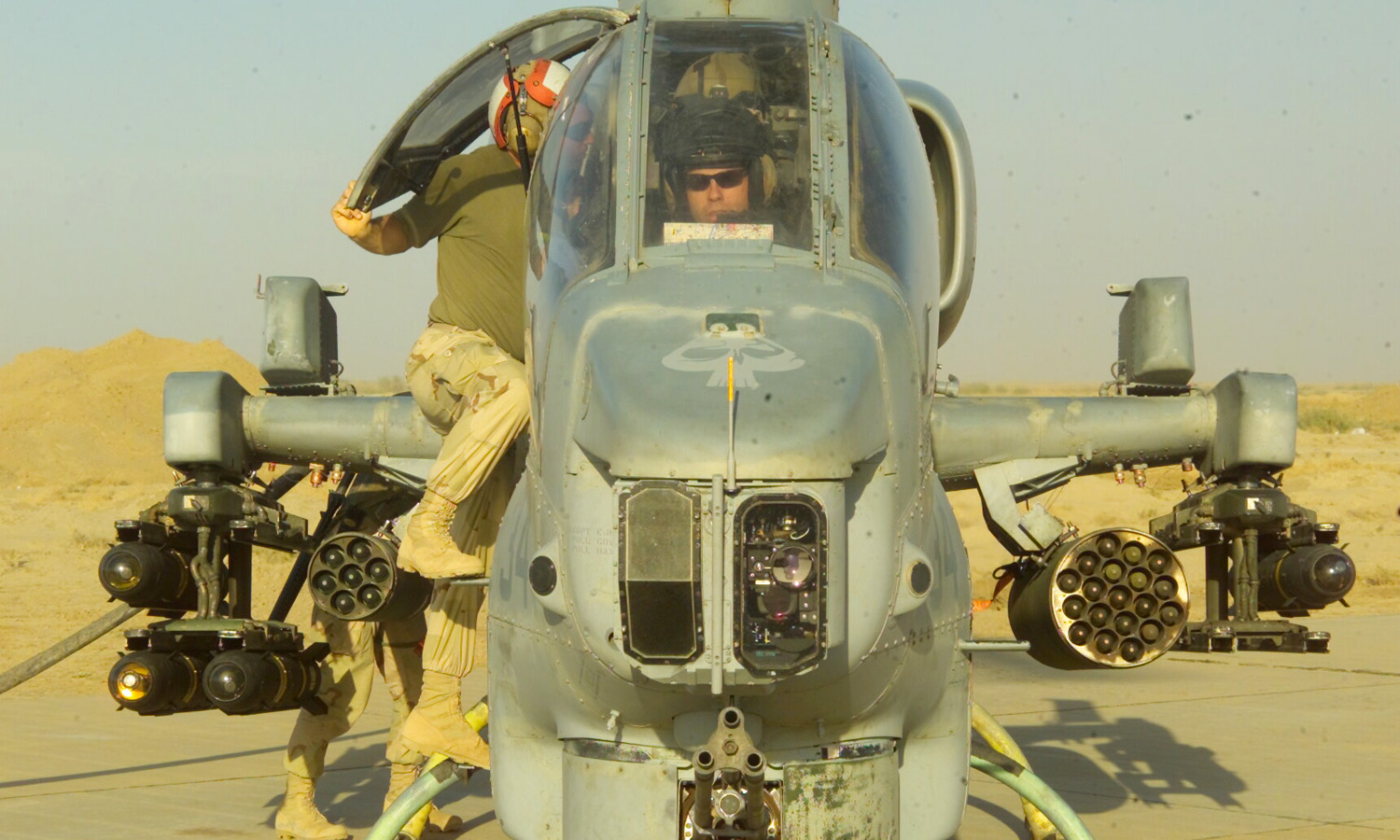
Vooraanzicht van een volledig bewapende AH-1 Cobra in Irak

De Textron (vroeger Bell) AH-1 Cobra - of HueyCobra Gunship zoals de vliegers hem noemden - was meer dan dertig jaar achtereen de standaard aanvalshelikopter van de Amerikaanse strijdkrachten.

## Beschrijving
De AH-1 Cobra werd voor het eerst grootschalig ingezet in de Vietnamoorlog toen de beperkingen van gemodificeerde bewapende utility-helikopters aan het licht kwamen en vervolgens tot de speciaal ontworpen aanvalshelikopter leidden.
De latere modellen van de AH-1 Cobra werden dankzij zijn bewezen vuurkracht en beweeglijkheid bij iedere grootschalige operatie na Vietnam ingezet.
De hoofdtaak van de Cobra was het verlenen van Close Air Support (CAS), het escorteren van transporthelikopters en grondkonvooien, het verrichten van gewapende verkenning, het doen van helikopter-air-to-airaanvallen, anti-shipoperaties en de coördinatie van fixed wing CAS-, artillerie-, mortier- en kanonvuurinzet.

De Cobra was jarenlang de enige westelijke aanvalshelikopter met air-air- en antiradarcapaciteiten.
De vlieger op de achterste stoel vloog het toestel en de voorste man bediende de wapensystemen. Hij had voor noodgevallen wel de beschikking over een extra besturingseenheid.
Momenteel zijn AH-1 Cobra’s nog in actieve dienst bij het United States Marine Corps (USMC) en de krijgsmachten van Bahrein, Iran, Israël, Japan, Jordanië, Pakistan, Spanje, Taiwan, Thailand, Turkije en Zuid-Korea.
Het Amerikaanse leger heeft hun toestellen inmiddels vervangen door de AH-64 Apache.
In de loop der tijd werden meer dan vijftienhonderd stuks afgeleverd.

## Geschiedenis
De Cobra stamt rechtstreeks af van de bekende Bell UH-1 Iroquois "Huey" en werd in de jaren zestig ten behoeve van het Amerikaanse leger ontworpen. De oorspronkelijke Cobra had dezelfde motor, transmissie en andere belangrijke delen van de Huey, maar miste zijn karakteristieke bolle romp. De bemanning zat achter elkaar.
De eerste cobra's werden ingezet in Vietnam.
Het USMC opereerde later met een tweemotorige versie voor het escorteren van troepentransporthelikopters en voor het autonoom optreden tegen gronddoelen.
In de loop der tijd werd de Cobra technisch behoorlijk aangepast: de AH-1W Super Cobra van het USMC werd ondersteund door een modern Night Targeting System (NTS) en door een volledig pakket aan overlevingsmaterieel en de AH-1Z Viper kreeg zelfs nog meer verbeteringen.
In 1963 maakte de Bell 209 – het prototype – zijn eerste proefvlucht en in 1967 werden de eerste productiemodellen als AH-1G afgeleverd. Deze waren uitgerust met 1 Avco Lycoming T53-13-turboshaftmotor.

## Moderniseringen
Omdat het toestel vrijwel meteen in het diepe gegooid werd - inzet in Vietnam - kwamen de tekortkomingen in de praktijk zeer snel aan het licht en volgden de verbeteringen elkaar in rap tempo op. Dit resulteerde in de volgende typen:
- TH-1G HueyCobra: tweezits trainer met één hydraulisch aangestuurde bediening in de voorste en één mechanische bediening in de achterste cockpit.
- YAH-1Q: serie van acht AH-1G’s met een Telescopic Sight Unit (TSU) en twee containers met elk vier draadgeleide M56 TOW-raketten.
- AH-1Q HueyCobra: standaard uitgeruste versie met het M65 TOW/Cobra-raketsysteem, de M65 Telescopic Sight Unit (TSU) en M73 Reflex Sight Unit. Vanaf dit model werden voortaan alle versies op dezelfde standaard gebracht.
- YAH-1R: een testserie van acht AH-1G’s met een T53-L-703-motor zonder TOW-capaciteit.
- AH-1S: opgewaardeerde AH-1Q met een sterkere T53-L-703-turboshaftmotor. Voor 1988 ook wel aangeduid als "Improved AH-1S", "AH-1S Modified" of "AH-1S(MOD)".
- AH-1P: serie van honderd stuks met rotors uit composietmateriaal, een vlakkere en verbeterde cockpit met meer glas, waarmee op volle snelheid zeer laag gevlogen kon worden (zgn. Nap Of the Earth- of NOE-mode).
- AH-1E: serie van 98 stuks met het Enhanced Cobra Armament System (ECAS) en het M97A1-systeem met een drieloops 2 cm-M197-kanon.
- AH-1F: nieuwe serie van 143 stuks en van 387 omgebouwde AH-1G Cobra’s. Hierin waren alle AH-1P- en E-verbeteringen opgenomen en tevens het M143 Air Data Subsystem (ADS), een laserafstandsmeter en doelvolger, een infrarood jammer boven de motoruitlaat en een uitlaathittereductiesysteem.
- Model 249: een experimentele versie met een vierbladig rotorsysteem, een beter presterende motor en testuitrusting voor Hellfire-raketten.
- Bell 309 KingCobra: een experimentele versie met 1 Lycoming T-55-L-7C-motor.
- AH-1J SeaCobra: de eerste versie met twee Lycoming T-55-L-7C-motoren; speciaal ontwikkeld voor het USMC.
- AH-1J International: de exportversie van de AH-1J SeaCobra.
- AH-1T Improved SeaCobra: verbeterde versie met verlengde romp en staartboom.
- AH-1W SuperCobra, ook wel "Whiskey Cobra" genoemd; de slechtweerversie met nog krachtiger motoren, waardoor een grotere wapenlast kon worden meegedragen.
- AH-1Z Viper, ook wel "Zulu Cobra" genoemd: gebouwd met de specificaties van de latere UH-1Y Venom.
- Model 309A KingCobra: een experimentele versie met andere motoren.
- UH-1Y Venom, ook wel "Cobra Venom" genoemd: de Engelse versie met een verbeterde vierblads hoofdrotor en met het Night Targeting System (NTS). Deze versie werd onder meer in voormalig West-Duitsland gelegerd en was volledig toegerust op oorlogvoering in Europese omstandigheden.
- AH-1RO Dracula: de exportversie voor Roemenië.
- AH-1Z King Cobra: de exportversie voor Turkije; de overeenkomst werd echter in 2001 geannuleerd.
- Panha 2091: een niet in licentie uitgevoerde Iraanse gemoderniseerde versie van de AH-1J International.

## Bewapening
De AH-1’s kunnen de volgende bewapening voeren:
- Eén draaibaar M197 3-loops 2 cm-kanon onder in de romp met 750 patronen
- 2,75 inch- oftewel 70mm-Hydra 70-lucht-grondraketten in twee containers van zeven of maximaal negentien stuks
- 5 inch- oftewel 127mm-Zuni-lucht-grondraketten in twee containers van vier stuks
- Maximaal acht TOW-lucht-grondraketten in twee launchers op elk hardpoint
- Maximaal acht AGM-114 Hellfire-lucht-grondraketten in twee M272 launchers op elk hardpoint
- Maximaal twee AIM-9 Sidewinder-lucht-luchtraketten links en rechts aan de romp